# 銅脈先生
銅脈 先生（どうみゃく せんせい、1752年（宝暦2年）- 1801年7月12日（享和元年6月2日））は、江戸時代中期から後期の戯作者、狂詩作者である。本姓は都築、後に畠中と改姓。名は正盈（まさみつ）。号は観斎（寛斎とも）。別号に太平主人、片屈道人、太平館主人、滅方海等がある。

## 経歴・人物
讃岐国鵜足郡東分村の郷士都築新助の子だったが、京都（一説に讃岐）に聖護院宮の公家の一家であった畠中正冬の養子となった。江戸に入り、初め那波魯堂の門人となり、儒学を学んだ。1769年（明和6年）処女作『大平楽府』を刊行し、これ以降は狂詩の銅脈先生の名前で知られるようになる。一方で『勢多唐巴詩』（1771年（明和8年））や『吹寄蒙求』（安永2年（1773年））、大田南畝と応酬を収めた『二代家風雅』（1790年（寛政2年））などを刊行した。後の狂詩作者からは大田南畝とともに狂詩の親玉として仰がれ、滑稽の南畝・風刺の銅脈と言われた。晩年は藤貞幹や柴野栗山らと国書の校訂に従事するとともに、蒲生君平らと歴代陵墓の調査を行った。
日野龍夫は、平凡社東洋文庫版『太平楽府』（1991年）の解説（p.313-314）のなかで、「狂詩史上、推して第一人者となすべき人物」と評し、「鋭い観察眼をもってとらえた愚かしくも愛すべき当世風俗の種々相を、時には冷たく見据え、時には暖かく包み、天賦の滑稽の才のもたらす自由自在の表現力と、卑俗を詠じて卑俗に堕さない品格とをもって描き出す作風」によって「狂詩という様式を完全に文学の域に押し上げた」と述べている。
耳鳥斎、松本奉時の描いた画への賛が多く確認されている。

## 主な著作物

### 狂詩集
- 『太平楽府』- 1769年（明和6年）に刊行。20世紀末に平凡社東洋文庫で翻刻。
- 『勢多唐巴詩』 - 1771年（明和8年）刊行。
- 『太平遺響』- 1778年（安永7年）刊行。
- 『二大家風雅』 - 1790年（寛政2年）刊行。
- 『太平遺響二編』- 1800年（寛政12年）序。

### 戯作
- 『針の供養』 - 1774年（安永3年）刊行。閻魔大王の放蕩と流浪を描いた作品[1]。
- 『太平楽国字解』 - 1776年（安永5年）刊行。『太平楽府』「婢女行」を散文化した作品[1]。
- 『忠臣蔵人物評論』- 1781年（天明元年）刊行。
- 『唐土奇談』- 1790年（寛政2年）刊行。清の戯曲『千字文西湖柳』の翻訳[1]。
- 『風流三石士』- 1844年（弘化元年）刊行。